# Royal Bengal Airlines
Aviana Airways Ltd, що діяла як Royal Bengal Airlines, — скасована авіакомпанія Бангладеш зі штаб-квартирою в Дацці, яка працювала у сфері пасажирських перевезень внутрішніми маршрутами. Повністю належала британській компанії «R B Airline UK Ltd».
Портом приписки перевізника і його головним транзитними вузлом (хабом) був міжнародний аеропорт Шахджалал в Дацці.

## Історія
Royal Bengal Airlines була заснована членами британської громади в Бангладеш в червні 2006 року і початку операційну діяльність у листопаді того ж року. Керівництво перевізника ставило перед собою мети відкриття регулярних маршрутів між Бангладеш і Великою Британією з проміжною зупинкою в аеропортах Близького Сходу.
До червня 2007 року авіакомпанія отримала 5,5 мільйонів фунтів стерлінгів прямих інвестицій від місцевих бізнесменів і біржових компаній та замовила два нових літака Dash 8-100. При цьому відкриття регулярних перевезень внутрішніми напрямками очікувалося протягом літа 2007 року, а до кінця того ж року передбачався запуск регулярних маршрутів в лондонський аеропорт Станстед, аеропорти Манчестера і Бірмінгема.
У 2012 році Royal Bengal Airlines зупинила виконання всіх рейсів.

## Флот

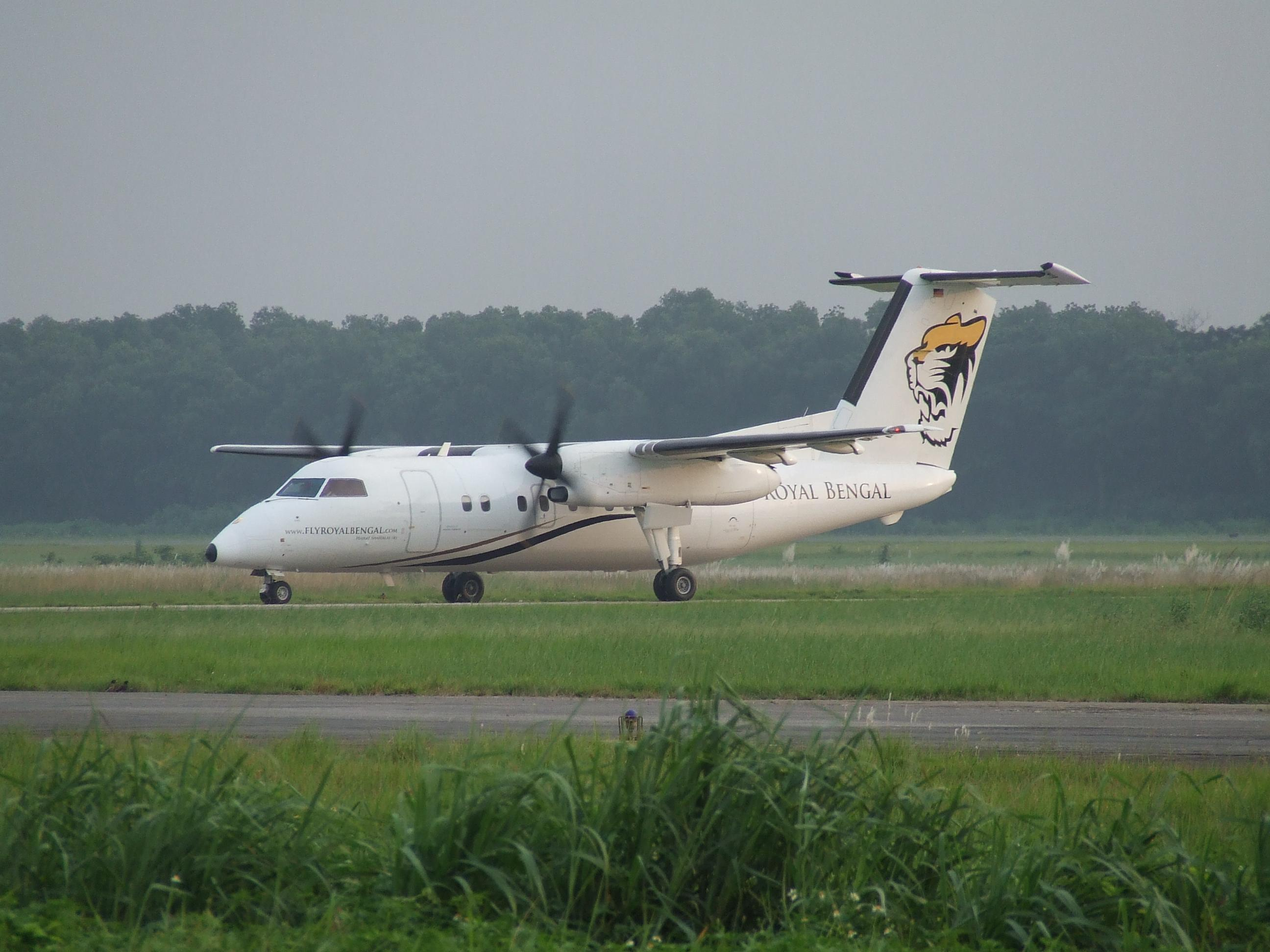
Dash 8-100 авіакомпанії Royal Bengal Airlines в міжнародному аеропорту Шахджалал

Станом на 27 грудня 2008 року авіакомпанія Royal Bengal Airlines експлуатувала наступну техніку:
В квітні 2011 року середній вік повітряних суден авіакомпанії становив 20,2 року.